# Liao Xilong
Dans ce nom chinois, le nom de famille, Liao, précède le nom personnel.
Liao Xilong (né en 1940 à Sinan, dans la province de Guizhou, Chine), militaire chinois, général dans l'Armée populaire de libération (APL).

## Biographie
Le général Liao Xilong, formé à l'Académie militaire de l'Armée populaire de libération, adhère au Parti communiste chinois en février 1963.
Il entre dans l'armée à l'âge de 19 ans, en 1959, et fait sa carrière dans l’infanterie et participe à la guerre contre le Viêt Nam (1979).
Membre du Comité central du Parti communiste chinois depuis 1997, le général Liao Xilong est également membre de la Commission militaire centrale du Parti et de la Commission militaire centrale de Chine. Il a été promu directeur du département général de logistique de l'Armée populaire de libération en novembre 2002.
De 1995 à 2002, il est commandant de la région militaire de Chengdu.
Le 7 mars 2006, lors de la 4e session de la Xe Assemblée nationale populaire, le général Liao Xilong a défendu l'augmentation du budget de la défense afin de maintenir la stabilité de l'armée : « Un revenu plus élevé, a-t-il déclaré, aidera à attirer plus de personnes talentueuses et à stabiliser le contingent de l'armée. » Il a souligné la nécessité d'augmenter les dépenses militaires pour accroître le salaire et le bien-être des soldats, faisant remarquer qu'avec 1,4 % du produit intérieur brut de la Chine, les dépenses militaires inscrites au Budget se situaient à un niveau bien inférieur à celles de certains pays, comme les États-Unis, la Grande-Bretagne, le Japon ou la France.
Le 6 février 2007, lors d'une réunion sur la « modernisation » de la logistique militaire, en réponse à l'appel du gouvernement chinois en faveur d'une société préservant les ressources énergétiques et l'environnement, et à la suite de la décision de l'Armée populaire de libération (APL) d'ordonner aux forces armées chinoises de réduire les coûts et de préserver l'énergie, Liao Xilong — en sa qualité de directeur du Département général de logistique de l'armée — a déclaré que « les forces armées devaient conduire le mouvement pour la construction d'une société capable de préserver les ressources énergétiques. »